# Richard Chamberlain
George Richard Chamberlain (n. 31 martie 1934, Beverly Hills, California, SUA – d. 29 martie 2025, Waimānalo⁠(d), Honolulu County⁠(d), Hawaii, SUA) a fost un actor și cântăreț american.

## Biografie
A început să fie atras de teatru la terminarea studiilor de artă, această preocupare a fost întreruptă de Războiul din Coreea. În anul 1956 este recrutat ca soldat, iar după doi ani se reîntoarce ca sergent în SUA. După întoarcere din război este preocupat cu pictura,  și urmează un studiu ca actor și cântăreț. După o serie de roluri mai mici în câteva filme seriale, primește în anul 1961 rolul Dr. Kildare. În același timp are o carieră scurtă ca și cântăreț cu hiturile mai cunoscute  Theme From Dr. Kildare (Three Stars Will Shine Tonight) (1962, USA -loc. 10) și All I Have To Do Is Dream (1963, USA -loc. 14), ca și șlagărul formației Carpenters (They Long To Be) Close To You. La vârsta de 33 de ani studiază ca actor în Marea Britanie, unde va juca roluri de teatru ca Hamlet. Sub regia lui Ken Russell va juca în filmul Ceaicovski (Nebunie și Geniu), iar sub regia lui Richard Lester, va juca în 1973, în  - Cei trei mușchetari.
La reîntoarcere în SUA va juca teatru în Broadway. În anul 1974 va juca în filmele - Infernul în flăcări și Contele de Monte Cristo, ca în anul 1980 să aibă rolul principal în filmul Shogun și în 1983 rolul episcopului în The Thorn Birds (Pasărea spin), pentru acest rol va primi Premiul Globul de Aur.

## Filmografie
| An        | Titlu                                      | Rol                          | Note |
| --------- | ------------------------------------------ | ---------------------------- | --- |
| 1960      | The Secret of the Purple Reef              | Dean Christopher             | |
| 1960      | Rescue 8                                   | Unknown                      | Episodul: "High Explosive" |
| 1960      | Bourbon Street Beat                        | Dale Wellington              | Episodul: "Target of Hate" |
| 1960      | Gunsmoke                                   | Pete                         | Episodul: "The Bobsy Twins" |
| 1960      | Thriller                                   | Larry Carter                 | Episodul: "The Watcher" |
| 1961-1966 | Dr. Kildare                                | Dr. James Kildare            | 191 episoade Golden Globe Award for Best Actor – Television Series Drama |
| 1961      | A Thunder of Drums                         | Lt. Porter                   | |
| 1961      | The Deputy                                 | Jerry                        | Episodul: "Edge of Doubt" |
| 1961      | Whispering Smith                           | Chris Harrington             | Episodul: "Stain of Justice" |
| 1963      | Twilight of Honor                          | David Mitchell               | |
| 1965      | Joy in the Morning                         | Carl Brown                   | |
| 1967      | The Portrait of a Lady                     | Ralph Touchett               | 8 episoade |
| 1968      | Petulia                                    | David Danner                 | |
| 1969      | The Madwoman of Chaillot                   | Roderick                     | |
| 1970      | Julius Caesar                              | Octavius Caesar/Augustus     | |
| 1970      | The Music Lovers                           | Tchaikovsky                  | |
| 1972      | The Woman I Love                           | King Edward VIII             | Film TV |
| 1972      | Lady Caroline Lamb                         | Lord Byron                   | |
| 1973      | The Three Musketeers                       | Aramis                       | |
| 1974      | The Lady's Not For Burning                 | Thomas Mendip                | Film TV / filmed play |
| 1974      | The Last of the Belles                     | F. Scott Fitzgerald          | Film TV |
| 1974      | The Towering Inferno                       | Roger Simmons                | |
| 1974      | The Four Musketeers                        | Aramis                       | |
| 1975      | The Count of Monte Cristo                  | Edmond Dantes                | Film TV Nominalizare—Primetime Emmy Award for Outstanding Lead Actor in a Miniseries or a Movie                                                                                |
| 1975      | The Christmas Messenger                    | Christmas Messenger          | Short film |
| 1976      | The Slipper and the Rose                   | Prince Edward                | |
| 1977      | The Last Wave                              | David Burton                 | Nominalizare—Australian Film Institute Award for Best Actor in a Leading Role                                                                                                  |
| 1977      | The Man in the Iron Mask                   | Phillipe                     | Film TV |
| 1978      | The Swarm                                  | Dr. Hubbard                  | |
| 1978-1979 | Centennial                                 | Alexander McKeag             | 12 episoade Nominalizare—Golden Globe Award for Best Actor – Television Series Drama                                                                                           |
| 1980      | Shōgun                                     | Pilot-Major John Blackthorne | 5 episoade Golden Globe Award for Best Actor – Television Series Drama Nominalizare—Primetime Emmy Award for Outstanding Lead Actor in a Miniseries or a Movie                 |
| 1982      | Murder by Phone                            | Nat Bridger                  | |
| 1983      | The Thorn Birds                            | Ralph de Bricassart          | 4 episoade Golden Globe Award for Best Actor – Miniseries or Television Film Nominalizare—Primetime Emmy Award for Outstanding Lead Actor in a Miniseries or a Movie           |
| 1983      | "Cook and Peary: The Race to the Pole"     | Frederick Cook               | Film TV |
| 1985      | King Solomon's Mines                       | Allan Quatermain             | |
| 1985      | Wallenberg: A Hero's Story                 | Raoul Wallenberg             | Film TV Nominalizare—Golden Globe Award for Best Actor – Miniseries or Television Film Nominalizare—Primetime Emmy Award for Outstanding Lead Actor in a Miniseries or a Movie |
| 1986      | Dream West                                 | John Charles Fremont         | Film TV |
| 1987      | Allan Quatermain and the Lost City of Gold | Allan Quatermain             | |
| 1987      | Casanova                                   | Giacomo Casanova             | Film TV |
| 1988      | The Bourne Identity                        | Jason Bourne                 | Film TV Nominalizare—Golden Globe Award for Best Actor – Miniseries or Television Film                                                                                         |
| 1989      | The Return of the Musketeers               | Aramis                       | |
| 1989-1990 | Island Son                                 | Dr. Daniel Kulani            | 19 episoade |
| 1991      | Aftermath: A Test of Love                  | Ross Colburn                 | Film TV |
| 1991      | Night of the Hunter                        | Harry Powell                 | Film TV |
| 1993      | Ordeal in the Arctic                       | Captain John Couch           | Film TV |
| 1995      | Bird of Prey                               | Jonathan Griffith            | |
| 1996      | The Thorn Birds: The Missing Years         | Ralph de Bricassart          | Film TV |
| 1997      | A River Made to Drown In                   | Thaddeus MacKenzie           | |
| 1997      | All the Winters That Have Been             | Dane Corvin                  | Film TV |
| 1997      | The Lost Daughter                          | Andrew McCracken             | Film TV |
| 2000      | Touched by an Angel                        | Everett/Jack Clay            | Episodul: "The Face on the Bar Room Floor" |
| 2002      | The Drew Carey Show                        | Maggie Wick                  | 2 episoade |
| 2004      | The Pavilion                               | Huddlestone                  | |
| 2005      | Will & Grace                               | Clyde                        | Episodul: "Steams Like Old Times" |
| 2006      | Blackbeard                                 | Governor Charles Eden        | Film TV |
| 2006      | Hustle                                     | James Whittaker Wright III   | Episodul: "Whittaker Our Way Out" |
| 2006      | Strength and Honor                         | Denis O'Leary                | |
| 2006      | Nip/Tuck                                   | Arthur Stiles                | episodul: "Blu Mondae" |
| 2007      | I Now Pronounce You Chuck and Larry        | Councilman Banks             | |
| 2007      | Desperate Housewives                       | Glen Wingfield               | Episodul: "Distant Past" |
| 2010-2012 | Leverage                                   | Archie Leach                 | 2 episoade |
| 2010      | Chuck                                      | Adelbert De Smet             | 2 episoade |
| 2010-2011 | Brothers & Sisters                         | Jonathan Byrold              | 5 episoade |
| 2011      | The Perfect Family                         | Monsignor Murphy             | |
| 2011      | We Are the Hartmans                        | Hartman                      | |
| 2011      | Thundercats                                | Zigg                         | Episodul: "Forest of Magi Oar" |